# Габрі Мартінес
Габріє́ль Марті́нес Агіле́ра (ісп. Gabriel Martínez Aguilera; нар. 22 січня 2003, Сан-Фос-да-Камсантеляс) — іспанський футболіст, нападник португальського клубу «Брага».

## Клубна кар'єра
Виступав за юнацьку команду «Марторельєс», звідки 2012 року перейшов до академії «Барселони». 2016 року почав виступати за клуб «Дамм».

### «Жирона»
2018 року приєднався до системи клубу «Жирона». 10 січня 2021 року дебютував за резервну команду клубу в матчі Терсери Федерасьйон проти «Сарданьола-дал-Бальєс». 22 серпня 2021 року дебютував в основному складі «Жирони» в матчі Сегунди проти «Лас-Пальмаса», вийшовши на заміну Жерару Гумбау.

#### Оренда в «Сан-Фернандо»
13 липня 2022 року був відданий в оренду в клуб Прімери Федерасьйон «Сан-Фернандо» до кінця сезону. 27 серпня дебютував за «Сан-Фернандо» в матчі Прімери Федерасьйон проти «Сеути». 2 жовтня 2022 року в поєдинку проти «Депортіво Ла-Корунья» забив свій перший гол за клуб, принісши перемогу своїй команді (1-0). Всього в сезоні провів 36 ігор, в яких відзначився п'ятьма м'ячами.

#### Оренда в «Мірандес»
30 червня 2023 року відправився в сезонну оренду в клуб Сегунди «Мірандес». 14 серпня 2023 року дебютував за нову команду в матчі Сегунди проти «Алькоркона», відзначившись забитим м'ячем, який став його першим у професіональній кар'єрі. Всього за час оренди забив 9 голів у 41 поєдинку за «Мірандес».

### «Брага»
28 червня 2024 року підписав п'ятирічний контракт з португальським клубом «Брага». 25 липня 2024 року дебютував за «Брагу» в матчі кваліфікації Ліги Європи УЄФА проти ізраїльського клубу «Маккабі» (Петах-Тіква), вийшовши на заміну Родріго Саласару. 18 серпня у поєдинку проти «Боавішти» дебютував у португальській Прімейра-лізі. 25 серпня 2024 року в матчі Прімейра-ліги проти «Морейренсі» забив свій перший гол за «Брагу».

## Кар'єра в збірній
Виступав за збірну Іспанії до 19 років.

## Статистика виступів
Станом на 17 серпня 2025
| Клуб              | Сезон             | Чемпіонат           | Чемпіонат | Чемпіонат | Кубок | Кубок | Кубок ліги | Кубок ліги | Єврокубки | Єврокубки | Інші  | Інші | Всього | Всього |
| Клуб              | Сезон             | Дивізіон            | Матчі     | Голи      | Матчі | Голи  | Матчі      | Голи       | Матчі     | Голи      | Матчі | Голи | Матчі  | Голи   |
| ----------------- | ----------------- | ------------------- | --------- | --------- | ----- | ----- | ---------- | ---------- | --------- | --------- | ----- | ---- | ------ | ------ |
| Жирона Б          | 2020–21           | Терсера Федерасьйон | 3         | 0         | —     | —     | —          | —          | —         | —         | —     | —    | 3      | 0      |
| Жирона Б          | 2021–22           | Терсера Федерасьйон | 21        | 1         | —     | —     | —          | —          | —         | —         | 2     | 0    | 23     | 1      |
| Жирона Б          | Всього            | Всього              | 24        | 1         | 0     | 0     | 0          | 0          | 0         | 0         | 2     | 0    | 26     | 1      |
| Жирона            | 2021–22           | Сегунда Дивізіон    | 7         | 0         | 1     | 0     | —          | —          | —         | —         | —     | —    | 8      | 0      |
| → Сан-Фернандо    | 2022–23           | Прімера Федерасьйон | 36        | 5         | 0     | 0     | —          | —          | —         | —         | —     | —    | 36     | 5      |
| → Мірандес        | 2023–24           | Сегунда Дивізіон    | 41        | 9         | 0     | 0     | —          | —          | —         | —         | —     | —    | 41     | 9      |
| Брага             | 2024–25           | Прімейра-ліга       | 30        | 4         | 4     | 0     | 2          | 0          | 11        | 0         | 0     | 0    | 47     | 4      |
| Брага             | 2025–26           | Прімейра-ліга       | 1         | 0         | 0     | 0     | 0          | 0          | 1         | 0         | 0     | 0    | 2      | 0      |
| Брага             | Всього            | Всього              | 31        | 4         | 4     | 0     | 2          | 0          | 12        | 0         | 0     | 0    | 49     | 4      |
| Всього за кар'єру | Всього за кар'єру | Всього за кар'єру   | 139       | 19        | 5     | 0     | 2          | 0          | 13        | 0         | 2     | 0    | 160    | 19     |

1. ↑  Матчі в плей-оф підвищення
2. 1 2  Матчі в Лізі Європи УЄФА